# Sold for Marriage
Sold for Marriage er en amerikansk stumfilm fra 1916 af Christy Cabanne.

## Medvirkende
- Lillian Gish som Marfa.
- Frank Bennett som Jan.
- Walter Long som oberst Gregioff.
- Allan Sears som Ivan.
- Pearl Elmore som Anna.